# Мараняо
Мараняо (на португалски: Maranhão, [maɾɐ̃ˈɲɐ̃w̃] изговаря се по-близко до Мараняу) е един от 26-те щата на Бразилия. Столицата му е град Сао Луис. Мараняо е с население от 6 184 538 жители (прибл. оц. 2006 г.) и обща площ от 331 983,293 кв. км.
Дюните на Ленсойс са с голямо значение за опазване на околната среда. Също така значителен интерес представляват керамичната облицовка на големите къщи на Сао Луис, от историческо значение за човечеството. Друга важна област за опазване на околната среда е делтата на Парнаиба, намираша се между бразилските щати Мараняо и Пиауи, с неговите лагуни, пустинни дюни и пустинни плажове или острови, като остров Кажу, с неговите редки птици.